# Dealing: Or the Berkeley-to-Boston Forty-Brick Lost-Bag Blues
Dealing: Or the Berkeley-to-Boston Forty-Brick Lost-Bag Blues é um filme norte-americano lançado em 1972. É baseado no romance de mesmo nome, de Michael Crichton e Douglas Crichton.